# Красная (Жуковский район)
Красная (также Красный) — посёлок в Жуковском районе Брянской области, в составе Летошницкого сельского поселения. Расположен в 10 км к юго-западу от Жуковки, при одноимённой железнодорожной платформе на линии Жуковка—Клетня, у автодороги А141. Население — 47 человек (2010).

## История
Возник в начале XX века (платформа устроена в 1914 году). До 2005 года входил в Летошницкий сельсовет.
| Годы      | 1926 | 1979 | 1989 | 2002 | 2010 |
| --------- | ---- | ---- | ---- | ---- | ---- |
| Население | 102  | 112  | 135  | 48   | 47   |